# Пентастаннид трипразеодима
Пентастаннид трипразеодима (пентаоловотрипразеодим) — бинарное неорганическое соединение
празеодима и олова
с формулой Pr3Sn5,
кристаллы.

## Получение
- Сплавление стехиометрических количеств чистых веществ:

{\displaystyle {\mathsf {3Pr+5Sn\ {\xrightarrow {1152^{o}C}}\ Pr_{3}Sn_{5}}}}

## Физические свойства
Пентастаннид трипразеодима образует кристаллы
ромбической сингонии,
пространственная группа C mcm,
параметры ячейки a = 1,018 нм, b = 0,821 нм, c = 1,054 нм, Z = 4,
структура типа пентапалладийтриплутония Pu3Pd5
.
Соединение образуется по перитектической реакции при температуре 1152°C,
а при 1129°C в кристаллах происходит фазовый переход.